# Estación de Campo de Criptana
Campo de Criptana es una estación ferroviaria situada en el municipio español homónimo en la provincia de Ciudad Real, comunidad autónoma de Castilla-La Mancha. Dispone de servicios de Media Distancia operados por Renfe. La estación dispone también de instalaciones logísticas. En 2020 registró un número de 13 089 usuarios.

## Situación ferroviaria
Se encuentra en el punto kilométrico 155,8 de la línea férrea de ancho ibérico Madrid-Valencia a 682,55 metros de altitud, entre las estaciones de Alcázar de San Juan y de Río Záncara. El tramo es de vía doble y está electrificado.

## Historia
Aunque su apertura fue posterior, la estación se encontraba en el tramo Alcázar de San Juan-Albacete de la línea férrea entre Madrid y Almansa que prolongaba el trazado original entre Madrid y Aranjuez y que tenía por objetivo final llegar a Alicante, abierto al tráfico el 18 de marzo de 1855. Fue construida por parte de la Compañía del Camino de Hierro de Madrid a Aranjuez que tenía a José de Salamanca como su principal impulsor. El 1 de julio de 1856 José de Salamanca, que se había unido con la familia Rothschild y con la compañía du Chemin de Fer du Grand Central obtuvieron la concesión de la línea Madrid-Zaragoza que unida a la concesión entre Madrid y Alicante daría lugar al nacimiento de la Compañía de los Ferrocarriles de Madrid a Zaragoza y Alicante o MZA. En 1941 la nacionalización de ferrocarril en España supuso la integración de MZA en la recién creada RENFE.
Desde el 31 de diciembre de 2004 Renfe Operadora explota la línea mientras que Adif es la titular de las instalaciones ferroviarias.

## La estación
La estación está situada al sureste del núcleo urbano. El edificio para viajeros es una estructura de base rectangular y dos alturas con disposición lateral a la vía. Posee 6 puertas en cada lado y 6 ventanas dispuestas de igual forma en el piso superior, estas últimas tapiadas. 
Este edificio actualmente se mantiene abierto y posee sala de espera desde la actuación que finalizó en 2012, después de llevar cerrado el edificio desde 1996.
Poseía venta de billetes en taquilla, pero está suprimida desde el 1 de enero de 2020. No posee aparcamiento específico para usuarios, si bien dispone de una plaza de aparcamiento para personal PMR. El cambio de uno a otro andén se realiza a nivel.

## Servicios ferroviarios

### Media Distancia
Los servicios de Media Distancia de Renfe tienen como principales destinos las ciudades de Madrid, Ciudad Real, Albacete, Alicante y Valencia.
| Línea MD | Trenes          | Origen/Destino      |  | Destino/Origen      |
| -------- | --------------- | ------------------- |  | ------------------- |
| 45       | MD              | Ciudad Real         |  | Alicante-Terminal   |
| 46       | Regional Exprés | Alcázar de San Juan |  | Valencia-Norte      |
| 57       | MD              | Madrid-Chamartín    |  | Albacete-Los Llanos |